# Konstantín Kokkinaki
Konstantín Konstatínovich Kokkinaki (en ruso: Константин Константинович Коккинаки; Novorosíisk, 26 de febrerojul./ 11 de marzo de 1910greg. - Moscú, 4 de marzo de 1990) fue un piloto de pruebas soviético ruso de etnia griega, que sirvió con el grado de coronel en la Fuerza Aérea Soviética. Héroe de la Unión Soviética.
Era hermano menor del dos veces Héroe de la Unión Soviética Vladímir Kokkinaki.

## Biografía
Nació en el seno de una familia de griegos pónticos el 11 de marzo de 1910 en Novorosíisk, en la Gobernación de Chernomore del Imperio ruso. Trabajó como marinero, marinero-socorrista y estibador del puerto de Novorosíisk.
En enero de 1930 se alistó en el Ejército Rojo, graduándose seguidamente en la Escuela de Pilotos de Aviación Militar de Stalingrado en 1932. Sirvió en unidades de combate de las Fuerzas Aéreas Soviéticas. Entre 1936 y 1939 fue piloto de pruebas en la fábrica de aviones militares n.º 1 de Moscú. Probó los aviones de las series Polikarpov R-5, Polikarpov R-Z, Kocheriguin DI-6, Polikarpov I-15 bis, I-153.
De agosto de 1938 a marzo de 1940 estuvo en comisión de servicio especial en China participando en operaciones militares de la segunda guerra sino-japonesa contra el Ejército Imperial Japonés. Ejerció como suplente del comandante del regimiento, más tarde como comandante, y luego como consejero militar de las unidades de cazas. Realizó 166 misiones de combate en el caza I-153, derribando en combates aéreo personalmente 3 aviones enemigos y 4 en grupo. En uno de los combates aéreos su avión fue alcanzado y saltó en paracaídas.
Participó en la Gran Guerra Patria desde junio de 1941, como suplente del comandante del Regimiento de cazas n.º 401, formado por pilotos de prueba, en misión especial en el Frente Oeste. Tras la muerte de Stepán Suprún el 4 de julio de 1941, fue colocado a la cabeza del Regimiento en agosto del mismo año. Realizó 98 misiones de combate en el caza MiG-3. Derribó personalmente cuatro aviones enemigos y tres en grupo. Fue llamado del frente para trasladar los cazas estadounidenses Curtiss-Wright Tomahawk de la Royal Air Force obtenidos por la Ley de Préstamo y Arriendo y recibidos en Arjánguelsk.
Entre 1951 y 1964 trabajó como piloto de prueba para el OKB Mikoyán. A partir de 1964 trabajó como piloto de transporte del OKB (hasta 1965) y como ingeniero superior del departamento de vuelos de prueba (1966-1985) y como ingeniero jefe (hasta su muerte).
Vivía en Moscú. Murió el 4 de marzo de 1990. Fue enterrado en el cementerio Kuzmínskoye de la misma ciudad.

## Obras
- Ensayo titulado Щит и меч ("Espada y Escudo") en el libro В небе Китая ("En el cielo de China") 1937-1940 . Moscú: Naúka, 1986.
- Artículo en la revista Ogoniok n.º52 1966.

## Condecoraciones
- Héroe de la Unión Soviética.[1]
- Orden de Lenin (1944, 1957, 1964)
- Orden de la Bandera Roja (1941, 1944)
- Orden de la Estrella Roja (1939, 1945)
- Orden de la Guerra Patriótica, 1.ª clase (1945, 1947, 1985)
- Orden de la Amistad de los Pueblos (1982)
- Medalla Conmemorativa por el Centenario del Natalicio de Lenin
- Piloto de pruebas honorífico de la Unión Soviética
- Medalla De la Vaulx de la Federación Aeronáutica Internacional (1961).

## Homenaje
Vladímir Kokkinaki tiene un monumento dedicado como coronel del Regimiento de cazas nº401 de las Fuerzas Aéreas Soviéticas en la ciudad de Viazma. En su tumba en el cementerio Kuzmínskoye hay un busto que le representa.